# سخامية عضة الكلب
سُّخامِيَّة عَضَّة الكَلب أو كَابْنُوسِيْتُوفَاغَا كانيمورسوس (بالإنجليزية: Capnocytophaga canimorsus)‏ هي بكتيريا عصوية حية مُرهفة (صَعبة الإرضاء) بطيئة النُمو سلبية الغرام تتبع لجِنس السُّخامِيَّة، وهي بكتيريا تعايشية بشكلٍ طبيعي في لثة أنواع الكلاب والقطط. يُمكن أن يحدث الانتقال عبر اللدغات أو اللعق أو حتى القُرب من الحيوان نفسه. بشكلٍ عام تمتلك هذه البكتيريا حدة مُنخفضة في الأفراد السليمين، ولكن قد لوحِظَ أنها تُسبب مرض شديد في الأفراد المتواجدة لديهم سابقًا. طريقة الإمراض الخاصة بهذه البكتيريا غير معروفة حتى الآن، ولكنَّ زيادة التشخصيات السريرية عززت من أهمية هذه البكتيريا. علاج هذه البكتيريا بالمضادات الحيوية فَعال في العديد من الحالات، ولكن النقطة الأساسية في التَشخيص حتى الآن هو معرفة الأطباء بأنَّ الشخص تعرض مؤخرًا للكلاب أو الخنازير. معلومات قليلة تُعرف على الأسلوب الإمراضي لهذه البكتيريا الحيوانية.

## التسمية
Capnocytophaga canimorsus، تتكون من كَلمتين:
- Capnocytophaga = السُّخامِيَّة[7][8] أو كَابْنُوسِيْتُوفَاغَا[9]
- Cani+morsus = Canimorsus
  - Cani- = canine = كَلب أو كلبي[10]
  - morsus = عَضَّة[11]